# Principes (alchimie)
 (janvier 2016).
Si vous disposez d'ouvrages ou d'articles de référence ou si vous connaissez des sites web de qualité traitant du thème abordé ici, merci de compléter l'article en donnant les références utiles à sa vérifiabilité et en les liant à la section « Notes et références ».
Les principes, parfois dénommés substances ou encore substances vraies, sont des compléments de genres théoriques à la théorie antique des éléments. Ils se déclinent en un soufre (masculin viril), un mercure (féminin fluide) et en sel (neutre produit d'enfantement et rassembleur). 
Venus du paganisme savant et appliqués insensiblement à l'alchimie hellénistique puis gréco-romaine, ils semblent avoir été proposés, au mieux reformulés en laboratoire, dans le monde médiéval arabo-persan vers le VIIIe siècle, mais progressivement adoptés, plus ou moins ouvertement, dans l'espace savant chrétien d'Orient puis d'Occident. Ces trois notions alchimiques complexes et souvent immatérielles ont été aussi diffusées dans les mondes savants gnostiques et/ou mystiques.

## Une notion théorique de l'alchimie et de la chimie médiévale ou ancienne
En (al)chimie ancienne, il était postulé trois principes et quatre éléments, par les tenants des chaires d'Universités à la fin de l'époque médiévale et au début de l'époque moderne. Les trois principes se nommaient soufre, mercure et sel. Les quatre éléments fondant un monde idéal de propriétés restaient l' eau, l' air, la terre et le feu. Ils étaient censés expliquer les divers cycles de vie, animaux, végétaux, minéraux, météoriques... parfois unifiés, ainsi que les cycles de survie de l'âme ou de résurrection des corps, les rémanences spirituelles... donnant accès à la réalité matérielle et à la compréhension des corps existants, des mutations et migrations supposées du monde réel. 
Il serait évidemment erroné ou anachronique de leur conférer un sens commun trivial ou moderne savant, surtout s'il est influencé par le matérialisme ou le vitalisme du XVIIIe siècle. Le soufre n'est pas le soufre natif des émanations volcaniques, ni le mercure l'ancien vif argent, ce curieux métal mercure liquide qui s'évapore, ni le sel la roche évaporite ou le minéral bien connu...
Les trois principes, base de la tria prima, peuvent toutefois être décrits succinctement : 
- Le soufre noté S est un principe mâle et actif : il est associé à l'élément feu, union des qualités "chaud" et "sec".
- Le mercure noté Hg est un principe femelle et passif : il est associé à l'élément eau, union des qualités "froid" et "humide".
- L'union de la première noble et pure dyade céleste, lumineuse, parfaite, à la fois lunaire et solaire, à savoir S et Hg peut engendrer les composés naturels par les voies sèches et les voies humides, froides ou chaudes, qui correspondent à des anciennes préparations communs de l'(al)chimie.
- Le principe sel, expliquant la pérennité des composés engendrés, forme une triade avec les deux premiers pour expliquer la plus vulgaire des matières terrestres ou sublunaires, et peut-être sa complexité. Le sel d'apparence neutre porte en germe, à nos yeux contemporains, la compréhension des stabilités ioniques ou (macro)moléculaires, autrefois un grand mystère.

Tout se passe comme si un corps supposé pur est d'autant plus combustible (fonction mâle du feu) qu'il est marqué par le soufre, d'autant fluide (fonction femelle) qu'il est marqué par le mercure, d'autant plus friable, vulnérable et fragile qu'il est caractérisé par le sel. 
Le principe S pourrait en un sens restreint être rapproché de la matière, au sens des terres sulfureuses, et des métalloïdes de la chimie moderne et autres porteurs d'électronégativité, alors que le principe Hg rappelle de façon emblématique les métaux, les éléments électropositifs et autres porteurs d'électro-positivité.
Il faut rappeler que l'observation du mouvement des planètes, une astronomie rudimentaire avec commentaires mythologiques et gloses parfois planantes, formant un corpus rassemblé par les maîtres astrologues donnaient accès à une connaissance abstraite du monde céleste ou supralunaire, caractérisé au point de vue de ses propriétés parfaites et harmoniques, par le cinquième élément éther, pourtant considéré avec suspicion comme un pseudo-élément très souvent pour les forgerons ou les hommes pratiques de la chimie technique, et également distinct de l'éther des physiciens. L'astrologie, prétendue maîtresse de l'interprétation de cette dernière quintessence, affirmait en sa possession les règles supérieures de compréhension, ouvrant au moins la voie à une chaîne prédictive. L'alchimie a été souvent marquée par cette association astrologique, au point d'en être irrationnellement vassalisée.

## Accaparements mystiques, universitaires et iatrochymiques
L'attrait d'une représentation d'origine indéniablement matérielle mais s'imposant par le biais de l'immatériel et du non-figurable a attiré comme un aimant les pensées mystiques. L'analogie avec le genre grammatical est frappante. En langue allemande, il est facile de raisonner par analogie : le vieil ensemble trinitaire (der Mann, die Frau, das Kind) soit en français (l'homme, la femme, l'enfant) peut entrer en bijection avec (soufre, mercure, sel). D'un point de vue religieux, la trinité de la création humaine ou de l'engendrement décrite correspond à celle des cultes schamaniques, les plus vieux de l'humanité. Cette approche anodine constitue un argument en faveur d'une origine antique et ancienne des principes dits alchimiques, associés aux éléments ou états primitifs de matière.
Il va aussi de soi que cette conception a quitté le laboratoire ou la pratique industrieuse, pour s'imposer dans les cénacles savants puis des lettrés universitaires, non sans débats ou disputes maîtrisées.  
Le grand médecin Paracelse et surtout ses émules iatrochimistes, revisitant la théorie des humeurs en les (ré)associant avec les principes par leurs qualités associées, profitant des discussions quasi-scolastiques d'anciennes remises en cause, prétendirent avoir formulé définitivement les principes, avec l'invention de la triade ou de la tria prima. L'étude des textes anciens démontre que l'individuation des trois principes est plus ancienne, plusieurs fois séculaires en Occident. Leur réunion théorique semble un artefact pour la défense et l'illustration de l'iatrochimie, voulant imposer une suprématie théorique sur la pharmacie ou la médecine ancienne.

## Dérives alchimiques mystiques et occultes
Ces dérives sont beaucoup plus modernes ou contemporaines que véritablement anciennes.